# Cosme Parpal y Marqués
Cosme Parpal y Marqués (1878-1923) fue un historiador y escritor español.

## Biografía
Nació el 8 de marzo de 1878. Doctor en Filosofía y Letras, fue autor de varios trabajos de investigación histórica, además de director de El Bien Público en Mahón y colaborador del Boletín de la Real Academia de la Historia y del de la Academia de Buenas Letras de Barcelona. También fue redactor de El Noticiero Universal de Barcelona. Falleció el 7 de marzo de 1923.